# ベラト州
ベラト州（アルバニア語: Qarku i Beratit、英語: Berat County）は、アルバニアの州である。面積は1,802平方キロメートル、人口は193,000人(2004年)。州都はベラトである。内陸に位置し、エルバサン州・コルチャ州・ジロカストラ州・フィエル州と州境を接する。

## 関連項目

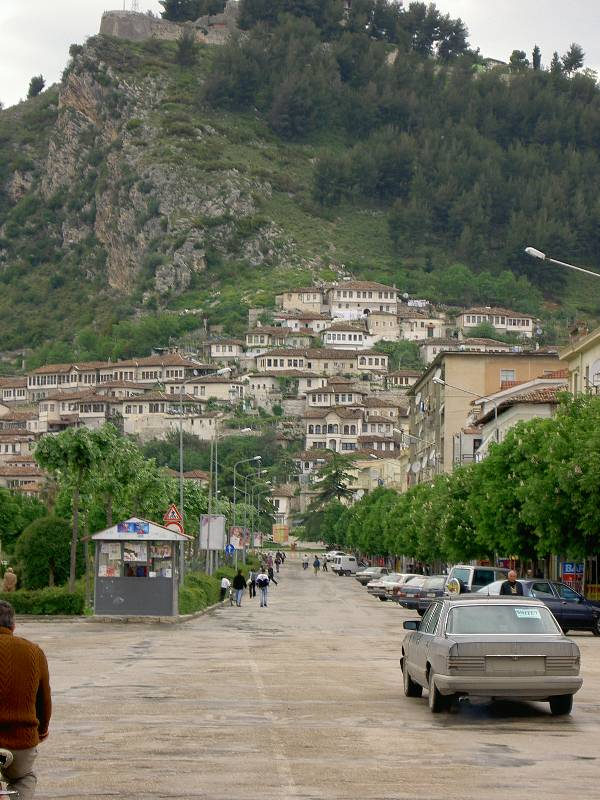
ベラトの城砦

## 下部行政区画
- ベラト県
- クチョヴァ県
- スクラパル県